# Rachel Rotten
Rachel Rotten (San Francisco, California; 8 de octubre de 1983) es una actriz pornográfica y modelo erótica estadounidense.

## Biografía
Nació en San Francisco (California) en octubre de 1983. Su carrera comenzó cuando, junto con su novio Rob Rotten, también actor porno, enviaron diversas fotografías a varias agencias especializadas en películas para adultos. Debutó como actriz pornográfica en 2002, a los 19 años de edad. En la mayoría de las películas que protagonizó actuó exclusivamente con su novio.
Como actriz ha trabajado para productoras como Desperate, Hustler, VCA Pictures, Notorious, Elegant Angel, Digital Playground, Max Hardcore, Vivid, Kick Ass o Mile High Xtreme, entre otras.
En 2004 recibió su única nominación en los Premios AVN en la categoría de Mejor actriz revelación. Ese mismo año protagonizó la película de terror de bajo presupuesto The Jackhammer Massacre, en la que apareció con una estética punk que la glorificó en la industria del porno.
Grabó su primera escena de sexo lésbico en la película The New Devil in Miss Jones junto a Jenna Jameson. La película, que se convirtió en todo un hito del cine pornográfico de comienzos del siglo XXI, ganó 9 Premios AVN en 2006, incluidos los premios de Mejor película, Mejor director (Paul Thomas), Mejor guion, Mejor actriz (Savanna Samson), Mejor actriz de reparto (Jenna Jameson) y Mejor escena de sexo lésbico en grupo (Savanna Samson y Jenna Jameson).
Rachel Rotten se retiró como actriz pornográfica en 2014, habiendo dejado un total de 50 películas como actriz.
Algunas películas de su filmografía han sido Babysitter 12, Barely Legal 36, Cafe Flesh 3, Dollhouse, Finger Frenzy, Gothsend 2, I Sold My Hole for Rock and Roll, Jenna Jameson in Heart Breaker, Latex Nurses, Real Sexxx Letters, Sodom Insane o The Low Lifes.

## Premios y nominaciones
| Año  | Ceremonia   | Resultado | Premio                           | Trabajo                 |
| ---- | ----------- | --------- | -------------------------------- | ----------------------- |
| 2004 | Premios AVN | Nominada  | Mejor actriz revelación          | —                       |
| 2005 | Premios AVN | Nominada  | Mejor actriz de reparto          | Café Flesh 3            |
| 2005 | Premios AVN | Nominada  | Mejor escena de sexo chico/chica | Dollhouse               |
| 2006 | Premios AVN | Nominada  | Mejor escena de sexo en grupo    | The Devil in Miss Jones |